# ピラミッドトーク

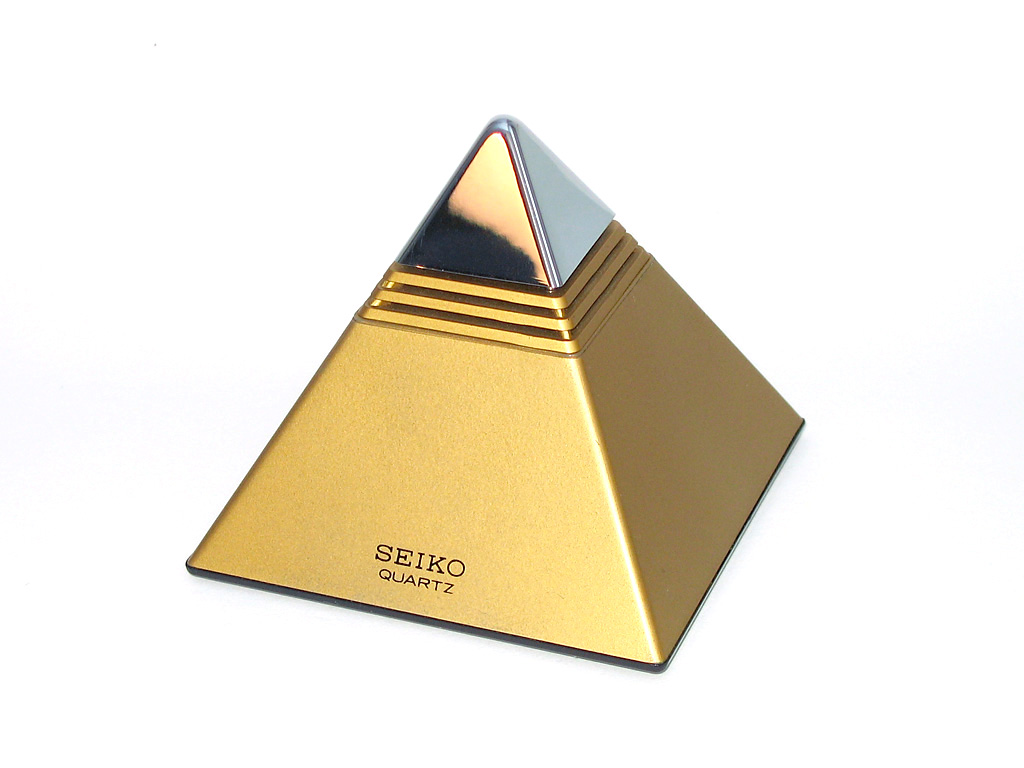
ピラミッドトーク

音声報時時計ピラミッドトーク（おんせいほうじとけいピラミッドトーク）あるいはピラミッドトークは、1983年に株式会社精工舎（現：セイコークロック）が発売した報時機能つき時計である。文字盤を有さず、ピラミッドの頂上部分を押下すると音声で報時することが特徴である。国内外で100万個以上が販売される人気商品となり、2020年には重要科学技術史資料に登録された。

## 歴史
1970年代には、集積回路（IC）技術の進歩にともない、回路内部への音声情報の保存が可能になった。1978年にはテキサス・インスツルメンツによりスピーク・アンド・スペルが発売された。シャープは1979年に音声報時機能を搭載した時計であるトーキングタイムを発売したが、あくまで音声はデジタル時計への付随的要素であった。また、第二精工舎（現：セイコーインスツル）も音声ウォッチを開発した。精工舎は、第二精工舎からICを分けてもらうかたちで、音声機能を搭載した新商品の開発を進めた。
オカルトブームを背景に、1980年代当時の日本ではピラミッドパワー、すなわちピラミッド型のものが有する超自然的力が注目されていた。こうしたブームに便乗するかたちで、新商品の造形にはピラミッド型が採用された。ピラミッドの不思議なイメージを強調するため、デジタル表示は時計の底面に置かれ、頂上部分を押下すると現在時刻を知らせる音声が流れるという造形が採用された。自然な発声を実現するため、ピラミッドトークにおいては人間の女性の声を録音し、その波形を符号化したものを再生している。基となる音声データは、日本語では40語に限定されており、それらを組み合わせて12時間分の時刻を表現する。当初、新商品内の回路には、CPU・音声合成IC とアンプICの3チップからなる沖電気製の既製品が用いられたが、デザイン上の制約から回路のさらなる小型化を目指す必要があり、精工舎社内には3チップのCOB実装のためのパイロットラインがつくられ、検討が続けられた。
このようにして、ピラミッドトークは1983年12月に海外向け商品として売り出された。また、国内向け商品はその2ヶ月後である1984年2月に売り出された。海外向け商品の型番はQEK101、日本向け商品の型番はDA571であるが、本体自体は同じものである。回路の生産が限られていたこともあり、発売当初、同商品の宣伝はほとんどおこなわれなかった。しかし、奇異な造形からピラミッドトークは広くヒットし、当初月産5,000個であった製造台数は10月から10,000個に倍増された。ピラミッドトークの製造台数は、最盛期には月産50,000個に達することもあった。最終的に同商品は100万個以上販売され、置き時計としては稀有なヒット商品となった。ピラミッドトークは日本の家庭用時計技術について考える上で重要であるとして、2020年にはセイコーミュージアム所蔵のDA571が重要科学技術史資料（未来技術遺産）に登録された。